# Paratritonia
Paratritonia is een geslacht van weekdieren uit de klasse van de Gastropoda (slakken).

## Soort
- Paratritonia lutea Baba, 1949